# Manhunter: New York
Manhunter: New York är ett äventyrsspel utvecklat av Evryware och utgivet av Sierra On-Line 1988. En uppföljare, Manhunter 2: San Francisco släpptes 1989.
Spelets introduktion visar hur New York år 2002 invaderas av främmande varelser i flygande skepp. Dessa varelser är Sfärerna och de ser ut som stora ögon, och de bryter snabbt ner allt motstånd och etablerar sig som världens nya härskare. Två år senare har världen förvridits. Allt underhåll av staden har avbrutits likt kommunikationerna. Vandalism härjar ofredat och flera affärer är stängda. Sfärerna har med sin avancerade teknik mänskligheten i ett järngrepp. Dödliga robotar patrullerar staden dagligen för att kontrollera att ingen lämnar sitt tillåtna område. Alla människor har fått en apparat inopererad i nacken för att underlätta spårning. Men det går ej att spåra en enskild persons identitet och det går inte att spåra någon under jordytan. Det finns ett antal människor som vågar trotsa Sfärerna och dessa människor har bildat en underjordisk motståndsrörelse. För att motverka motståndare och andra subversiva element håller sig Sfärerna med Manhunters, alltså Människojägare, en grupp utvalda människor som verkar som detektiver.
Man spelar som en Manhunter. Till sin hjälp har man en M.A.D. (Manhunter Assignment Device), en bärbar dator med två funktioner; spårning och information. Spårningsläget gör att man på en karta kan spåra upp en person medan informationsläget kan få upp information om en viss person och lagra information. Spelet tilldrar sig under fyra dagar och på slutet av varje dag ska man rapportera någon som är en misstänkt brottsling. Efter ett tag får man reda på vad Sfärerna har för hemliga planer med mänskligheten och då kan man själv göra motstånd.
Spelet använder sig av Sierras spelmotor Adventure Game Interpreter. Spelet styrs med musen och tangentbordet men till skillnad från flera av Sierras tidigare äventyrsspel behöver man inte skriva in kommandon lika mycket, och det finns ingen poängräknare och medan deras tidigare spel med motorn spelades med ett tredjepersonsperspektiv spelas det här spelet både ur första person och tredje person.

## Mottagande
Svenska Hemdatornytt ansåg att spelet var ganska svårt till en början och att det kunde bli tråkigt när man fastnar, men att spelet såg snyggt ut med bra teckningar, och animationen var oftast okej, däremot var ljudet påfrestande, och gav spelet 53.75/100 i medelvärde. Datormagazin ansåg att man kände sig styrd i spelet och att det hade en rad problem som var ologiska och osannolika i sin uppbyggnad, och att spelet fullkomligt kryllar av komplex med gångar som tar en evighet att ta sig igenom och som endast verkar som utfyllnad, och gav spelet 2/10 i betyg.